# 天地劫外章：寰神結
《天地劫外章：寰神結》是由漢堂國際資訊於2002年所發行的半回合制電子角色扮演遊戲，為天地劫系列的外傳作品，也是系列的最後一作。

## 遊戲劇情

### 使命由來
古時大地陰靄不見天日，卻仍有九黎一族於此生活，但女媧仿自身而造的人族無法適應陰靄，於是女媧移天換岳，終見光明後九黎一族卻難受異常。於是，為了生存，以蚩尤為首的魔族與女媧一族的首領姬軒轅戰於逐鹿，之後姬軒轅執天界神兵九儀天尊斬殺蚩尤，而九黎之民也只能逃入地界。之後女媧族並沒有將九黎族趕盡殺絕，蚩尤卻對自己的嫡系下了禁咒——「血魂之系」，欲以地界塌毀九黎一族滅亡為代價換取復活所需之血魂……

## 人物介紹

### 主角群
- 殷千煬

七殺星轉世，因此天資聰穎，及富自己思想，但也較為衝動莽撞。
對師傅方震岳非常感恩恭敬，唯一的興趣是練武御劍。
- 朧夜

九黎統治者「幽姬」，但卻有著異於九黎族的體質，能夠不懼陽光。
冷靜穩重且聰明慧詰，負有拯救九黎一族的神祕使命。
- 高皇君

天玄門中唯一的女弟子，個性溫柔執著，為殷千煬伴星「祿存」轉世，從小就對殷千煬無怨無悔的全心守護與跟隨。
- 蕭熇

身材高大、批穿毛衣的北寮大漢，但卻內向寡言。
因曾受高皇君的醫療，後來就一直對這個溫柔善良的小姑娘有好感。
- 瞿牧之

趕考失敗的年輕文士，在回鄉途中遇見朧夜時驚為天人，對於朧夜是百分之百的死心塌地，甚至可以不顧性命，也因此博得朧夜的感激。

### 其他配角
- 武英仲

神秘的天界使者，因為御劍之術出神入化，已達以意化形，且常與御劍飛行之姿出現於眾人之前，因此被尊稱為劍聖。
- 雷禁

莫測高深的「天遙派」當代掌門，人稱「驚天神叟」的他，有著連齋女都敬佩幾分的修為與博識，手下四名弟子也非庸手，依輩分所序為秦惟剛、常逸風、皇甫申、封鈴笙。
- 方震岳

天玄門掌門，是個胸襟寬宏的老好人，殷千煬與朧夜的異族之戀，他是獨排眾議，樂觀其成的支持者。
- 司徒纓

位於天山上的神祕一派「神闕宮」的宮主，人稱齋女，是女媧繼魂轉生的人間督察使之一，司徒纓則為第十二代。
- 葛雲衣

司徒纓之徒，下一代齋女。因為已經接受了部分的繼魂之儀，神情言行已經大異於同齡孩童，此時四歲。
- 太淵隱逸

對精怪格外照顧的隱士奇人，身世來源都無從知曉，但是與地界似乎有不為人知的淵源。
其真實身份為雙雙，後遭殷千煬與四邪追殺身死
- 燕明蓉

刁鑽調皮的綠毛小狐狸所化的人形，因為本性善良直率，獲得太淵隱逸收得為徒，並為她命名，期許也頗深。
- 穆宗時

紫雲派掌門，個性剛厲不苟言笑，為人正直不阿。
- 褚元真

崆峒派掌門，雖然個性溫和，但術法修為也是不低。
- 高戚

原本在深山修煉的黑熊，秉性善良憨直，但因太守之女古青蓮的死發狂，決定恢復本姓，為追求強大的力量而活。
- 韓無砂

赤蟒精化型的美豔女子，專門誘騙好色的男子，以吸取至陽精氣維生，但被殷千煬為救朧夜而奪走內丹血靈神珠。
- 朱慎

奸詐狡獪的白猿化形，獨創的「九陰冥幻陣」可以召鬼集瘟，陣法方圓數十里都會使人生起莫名怪病，喜歡賣弄小聰明以及賺取金錢。
- 應奉仁

天玄門大弟子，殷千煬的師兄，生性軟弱多疑，但本性還算良善，因此常有矛盾之舉。

## 資料來源
- 寰神譜
- 遊戲內容